# 韦尔德莱
韦尔德莱（法語：Verdelais，法語發音：[vɛʁdəlɛ]）是法国吉伦特省的一个市镇，属于朗贡区。

## 地理
韦尔德莱（44°35'16"N, 0°15'6"W）面积4.75 平方千米，位于法国新阿基坦大区吉倫特省，该省份为法国西南部沿海省份，是法國本土面积最大的省，北起滨海夏朗德省，西临大西洋，南至朗德省，东南接洛特-加龍省，东临多爾多涅省。
与韦尔德莱接壤的市镇（或旧市镇、城区）包括：瑟芒、圣克鲁瓦迪蒙、圣迈克桑、图莱讷、普雷尼亚克。

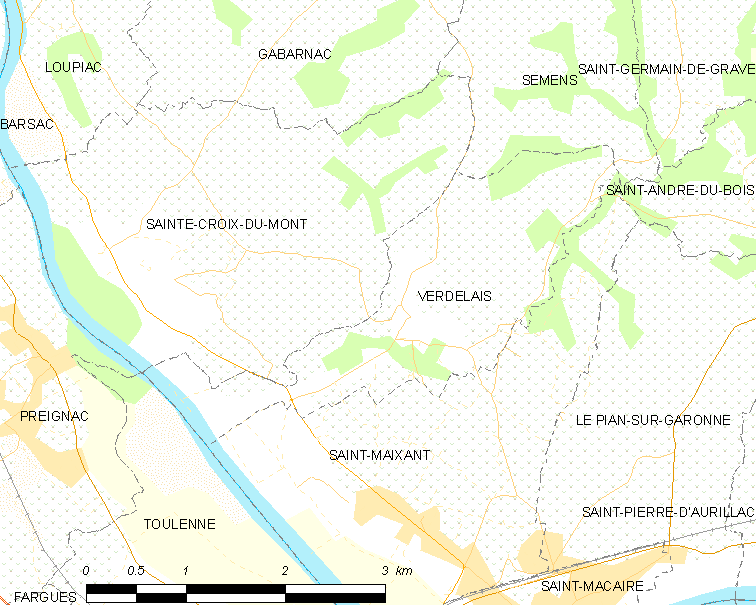
韦尔德莱的OSM定位图

韦尔德莱的时区为UTC+01:00、UTC+02:00（夏令时）。

## 行政
韦尔德莱的邮政编码为33490，INSEE市镇编码为33543。

## 政治
韦尔德莱所属的省级选区为海间县。

## 人口

1962-2008年间韦尔德莱人口变化图示

韦尔德莱于2022年1月1日时的人口数量为1042人。